# Pápay Sámuel
Pápay Sámuel (Felsőörs, 1770. március 8. – Pápa, 1827. május 31.) magyar író, nyelvész, tanár, ügyvéd, az első magyar nyelvű rendszeres irodalomtörténet szerzője.

## Életpályája
Pápay János református iskolamester (akinek őse, Pápay Mihály, Rudolf királytól kapta a nemességet) és Kis Katalin fia. 1788-1789-ben Kassán járt iskolába, azután visszatért Veszprém megyébe. Atyja ekkor már meghalt és idősebb testvére, Pápay János gondoskodott neveléséről. A 19 éves Pápay Sámuel reménytelen helyzetében Eszterházy Károly egri püspökhöz folyamodott és elhagyta felmenői hitét, hogy iskoláit befejezhesse, áttért a katolikus hitre. Így került a püspök támogatásával előbb Pestre, majd a jogi tanulmányok végzésére Egerbe, ahol a Egri Érseki Jogakadémián a kétéves jogi tanfolyamot 1791 és 1793 között végezte el és a magyar nyelv és irodalom tanulásában is előmenetelt tett. Midőn a fővárosban tartózkodott, hatással voltak reá az 1790. évi mozgalmas jelenetek. 1793-ban a pesti királyi tábla jurátusa lett. 1796. június 6-án ügyvédi vizsgát tett és június 10-én fölesküdött prókátornak. Azután Pápára ment; itt vette hírét július 14-én az Egerben megüresült magyar nyelv és irodalom tanszékének, melyért pártfogó püspökéhez folyamodott és az szeptember 12-én ki is nevezte 500 forint évi fizetéssel. Pápayt a tanítói buzgóság annyira elragadta, hogy a megszokott leckéken kívül külön órákra is összegyűjtötte tanítványait. Ennek az lett a következménye, hogy belefáradt a munkába és gyakran betegeskedett. 1799. március 15-én atyai pártfogója, Eszterházy püspök meghalt. Ezután még másfél évig tanított és 1800 nyarán hazament betegen és nem is tért többé vissza Egerbe, hanem lemondott tanári székéről. Ezen évben Pápára költözött, ahol ügyvédi gyakorlatot folytatott; a következő évben tiszteletbeli megyei ügyésszé nevezte ki Veszprém vármegye főispánja. 1802-ben Eszterházy Miklós gróf a devecserei uradalom ügyészévé, a főispán pedig 1804. június 28-án megyei táblabíróvá nevezte ki. A gróf pár év múlva összes uradalmainak ügyeit rábízta. Az 1805-ös farsangon bátyja, Pápay János feleségének hugát, pókateleki Kondé Antoniát vette nőül. Pest vármegye műszótár készítését határozta el, úgy, hogy minden megye külön készítsen ily szótárt és azután ezekből fogják összeállítani a teljes szótárt. Veszprém vármegye 1806. szeptember 1-jén Pápayt kérte fel e munkálat elkészítésére, aki feladatának derekasan megfelelt. 1807-től Kazinczy Ferenccel sűrű levelezésben állott, de az akkori irodalom többi jeleseivel is szoros barátságot kötött; különösen Takáts Józsefhez (meghalt 1821-ben) fűzte a legrégibb és legbensőbb barátság. Több megye táblabírája volt. A magyar tudós társaság létesítéséhez három évi jövedelmét, ezer ezüst forintot ajánlott fel.
Irodalomtörténetében leszögezte, hogy a magyar nyelv nem rokona a nyugati nyelveknek, inkább hasonlít a héber és más keleti nyelvekhez, de legközelebbi rokonságban a finn ls a lapp nyelvekkel van.

## Főbb művei
- 1805-ben Veszprém vármegye megbízta őt a hivatalos nyelv megmagyarosítására teendő javaslat kidolgozásával. A javaslat e címen jelent meg: Észrevételek a magyar nyelvnek a polgári igazgatásra és törvénykezésre való alkalmaztatásáról (Veszprém, 1807).
- Takáts József sürgetésére sajtó alá rendezte egri irodalmi előadásait: A magyar literatura esmérete két részben (Veszprém, 1808), amely azért nevezetes, mert az első rendszeres magyar nyelvű irodalomtörténet.

## Emlékezete
- Sírja a Pápai Alsóvárosi temetőben található.